# Moddenbach (Bega)
Der Moddenbach ist ein 3,2 Kilometer langer, orografisch linker bzw. südwestlicher Zufluss der Bega, eines rechten Nebenflusses der Werre.
Er fließt durch den Bad Salzufler Ortsteil Holzhausen im nordrhein-westfälischen Kreis Lippe in Deutschland. Der Bach liegt Großteils im  Landschaftsschutzgebiet Moddenbach.

## Name
Das Bestimmungswort des Namens stammt vom mittelniederdeutschen Wort modde für 'Schlamm, Dreck'.

## Verlauf
Der Moddenbach entspringt auf einer Höhe von rund 94 m ü. NHN in einem Grünstreifen zwischen der westlich verlaufenden Hauptstraße (Bundesstraße 239) und der Max-Planck-Straße im Osten. Von dort fließt er Richtung Norden, größtenteils parallel zur Bundesstraße und der Bahnstrecke Herford–Altenbeken, passiert den Krietfeldsee und den Hartigsee sowie die ehemalige Moddenmühle und mündet beim Lindemannshof, nördlich der Ostwestfalenstraße (Landesstraße 712n), bei Flusskilometer 4,4 auf einer Höhe von 74 m ü. NHN in die von Osten herfließende Bega.
Das Einzugsgebiet des Moddenbachs umfasst 6,15 km².

## Landschaftsschutzgebiet
Ein etwa 2,2 Kilometer langer Abschnitt des Moddenbachs entlang des Gewerbegebietes Holzhausen und des Hartigsees ist als 16,3 Hektar großes Landschaftsschutzgebiet „Moddenbach“ ausgewiesen.

## Sonstiges
Am Unterlauf des Moddenbachs wurden bei archäologischen Grabungen durch Leo Nebelsiek Steinwerkzeuge aus der Mittelsteinzeit (12.000 bis 4.000 v. Chr.) gefunden – die aktuell ältesten Beweise menschlicher Besiedlung im heutigen Holzhausen.